# Carlos, Duque de Aosta
Carlos Francisco Maria Augusto de Saboia (Turim, 1 de dezembro de 1738 - Turim, 25 de março de 1745) foi um príncipe da Casa de Saboia e duque de Aosta. Ele filho do rei Carlos Emanuel III da Sardenha com sua terceira esposa Isabel Teresa de Lorena.

## Primeiros anos

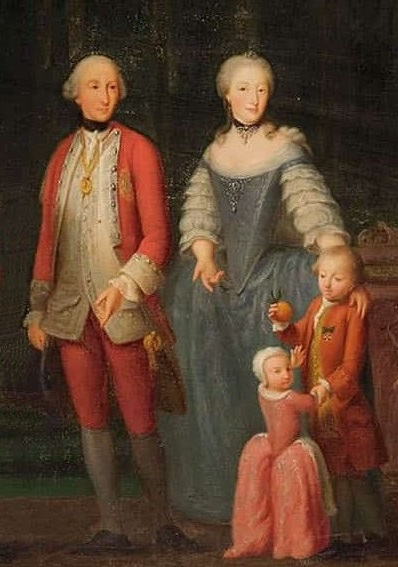
Retrato póstumo de Carlos Francisco, Duque de Aosta com a mãe e dois irmãos.

Ele nasceu no Castelo de Reggia di Venaria Reale, filho mais velho do rei Carlos Emanuel III da Sardenha e de sua terceira esposa Isabel Teresa de Lorena (irmã do imperador Francisco I). Sua mãe morreu quando Carlos tinha apenas dois anos de idade, devido a complicações no parto de seu irmão Benedito.
Conhecido alternativamente como Carlos ou Francisco, foi o terceiro na linha de sucessão ao trono da Sardenha, atrás de seu pai e de seu meio-irmão mais velho Vítor Amadeu III da Sardenha.

## Morte
Carlos Francisco morreu em 25 de março de 1745, aos seis anos de idade. Ele foi enterrado na Basílica de Superga, em Turim.